# ساداهیرو تاکاهاشی
ساداهیرو تاکاهاشی (ژاپنی: 高橋 貞洋؛ زادهٔ ۷ اکتبر ۱۹۵۹) یک بازیکن فوتبال اهل ژاپن است.
از باشگاه‌هایی که در آن بازی کرده‌است می‌توان به باشگاه فوتبال شونان بلمار اشاره کرد.